# Eppenstein
Eppenstein est une ancienne commune autrichienne du district de Murtal en Styrie qui a été rattachée au bourg de Weißkirchen in Steiermark le 1er janvier 2015.